# Ікаст-Бранне (муніципалітет)
Ікаст-Бранне (дан. Ikast-Brande) — комуна у регіоні Центральна Ютландія королівства Данія. Адміністративний центр комуни — місто Ікаст.

## Географія
Площа — 733.4 км². 

## Населення
У 2012 році населення муніципалітету становило 40 658 осіб.